# Trepča (Kupa)
Trepča je rijeka Hrvatskoj u Sisačko-moslavačkoj županiji, desna pritoka Kupe. Nastaje spajanjem potoka Mala i Velika Trepča u blizini Kraguljaca (dio Čremušnice). Izvire u blizini Malešević Sela. Zajedno s Velikom Trepčom duga je 36,64 km, sama Trepča je duga 5,15 km, Velika Trepča je duga 31,49 km i Mala Trepča je duga 17,25 km. Naselje Trepča dobilo je ime po rijeci. Zanimljivost je kako rijeka u potpunosti teče teritorijem općine Gvozd.
Prolazi kroz sljedeća naselja:
Trepča – Kraguljci (zaselak, dio Čremušnice), Ilovačak, Trepča i Auguštanovec

Mala Trepča – Gornji Sjeničak, Ostrožin, Šljivovac

Velika Trepča – Malešević Selo, Slavsko Polje, Crevarska Strana, Vrginmost, Gornja Čemernica, Pješčanica, Kozarac, Bović, Kirin, Golinja, Čremušnica